# Frank Rutherford
Pour les articles homonymes, voir Rutherford.
Frank Garfield Rutherford, né le 23 novembre 1964, est un athlète bahaméen spécialiste du triple saut.

## Palmarès
- 3e aux Championnats du monde en salle 1987
- 3e aux Jeux panaméricains de 1987
- 3e aux Jeux olympiques de 1992, avec un essai de 17,36 mètres
- 11e aux Jeux olympiques de 1996
- 2e aux Championnats d'Amérique centrale et des Caraïbes d'athlétisme 1999